# Sentido de la circulación

Conducen por la derecha.
Conducen por la izquierda.

En el tránsito organizado, los vehículos que viajan en sentidos opuestos son separados a ambos lados de la calzada para evitar el bloqueo mutuo de la circulación o eventuales colisiones. Cerca del 34 % del mundo (considerando la población de los países) conduce por el lado izquierdo de la carretera, mientras que un 66 % lo hace por la derecha. Si tenemos en cuenta el número de kilómetros de carreteras, el 28 % conducen por la izquierda; 72 % por el lado opuesto.
En sistemas más complejos como las vías de las ciudades, este concepto se extiende, dando lugar a las denominadas "calles de sentido único", en las que el tránsito debe fluir en un solo sentido.

## Historia
En 1988, un grupo de arqueólogos descubrió un camino que había pertenecido a los romanos. Los surcos encontrados indican que el tránsito circulaba por la izquierda. Hay quienes creen que en la antigüedad los jinetes circulaban en ese sentido porque, como la mayoría eran diestros, tenían la mano derecha libre para defenderse o saludar a otro jinete. Entre las primeras normas que obligaban a circular por un sentido concreto destaca la que se debe al pontífice Bonifacio VIII que al crear a finales del siglo XIV el año jubilar ordenó que los peregrinos que se dirigían a Roma circularan por la izquierda.

Mapa del mundo mostrando el sentido de circulación de todos los países así como cualquier cambio ocurrido en el pasado, a partir del cambio de Finlandia en 1858.
Conducen por la derecha.
Condujeron por la izquierda, ahora lo hacen por la derecha.
Conducen por la izquierda.
Condujeron por la derecha, ahora lo hacen por la izquierda.
Tuvieron diferentes normas de circulación dentro de sus fronteras, ahora conducen por la derecha.

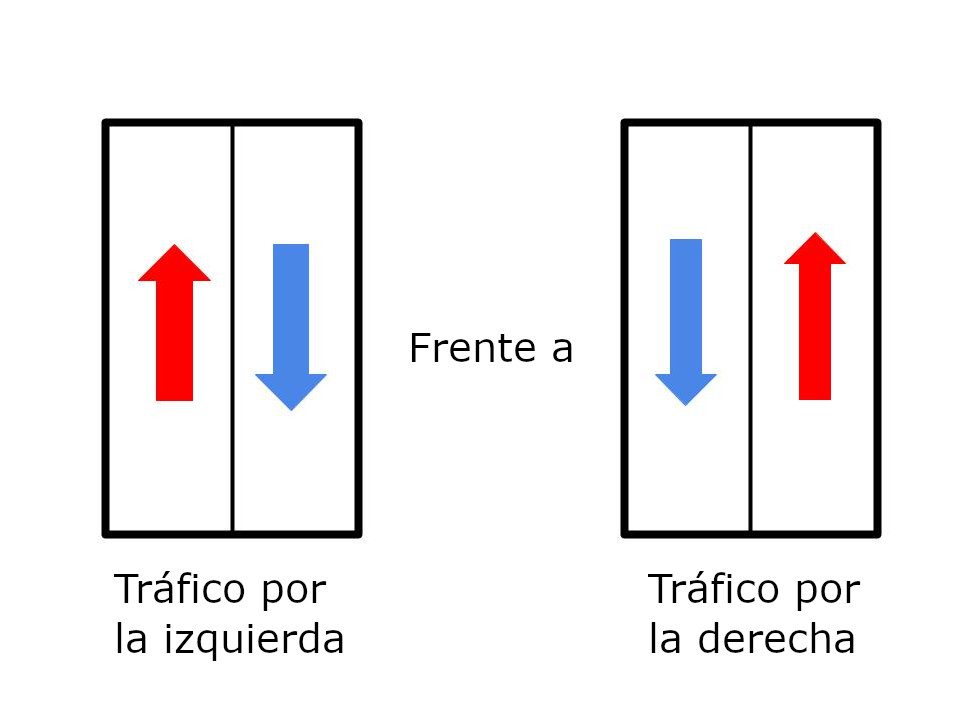
Un diagrama del tráfico de la mano izquierda y de la derecha

En los primeros vehículos de motor, el asiento del conductor se situaba en el centro. Más tarde, algunos fabricantes de coches decidieron moverlo a un lugar más cercano al centro de la carretera para ayudar a los conductores a tener cuidado con el tránsito en sentido contrario, mientras que otros lo desplazaron al otro lado para que los conductores no dañaran el vehículo en muros, setos, alcantarillas y otros obstáculos. Al final, prevaleció la primera idea.
Las ventajas de conducir en un lado u otro es normalmente una cuestión de conformidad y uniformidad antes que el resultado de beneficios naturales o prácticos. Hay excepciones históricas, como los postillones franceses, pero estas ventajas históricas ya no se aplican a los vehículos modernos.
Aunque existen algunas evidencias de huellas de carros en una presa en Blunsdon Ridge (cerca de Swindon, Inglaterra) que sugieren que el tránsito local era por la izquierda, no ha salido a la luz ninguna referencia concluyente sobre la convención de conducir en alguno de los lados en el mundo antiguo.
En España, hasta los años 1930 no existían regulaciones nacionales al respecto. En algunos territorios se circulaba por la derecha (Barcelona) mientras que en otros por la izquierda (Madrid). El 10 de abril de 1924, Madrid cambió el sentido de circulación a la derecha.
Suecia tenía problemas comerciales al circular por la izquierda, por lo que en 1955 se sometió a referéndum el cambiar. Fue rechazada por el 82,9 % de los votantes. Doce años después, a las 5:00 a. m. del 3 de septiembre de 1967 entraba en vigor la nueva normativa que obligaba a circular por la derecha. Se creó la Statens Högertrafikkommision para supervisar el cambio. Pese a lo impopular de esta norma, se logró reducir el número de fallecidos, de 99 en 1966 a 59 en 1967, y el de accidentes en carretera, de 1313 en 1966 a 1077 en 1967.
Actualmente el 34 % de la población mundial conduce por el lado izquierdo de la carretera y un 66 % lo hace por la derecha. Atendiendo a los kilómetros de vías, el 28 % conduce por la izquierda; 72 % por el lado opuesto.

## Tránsito vehicular

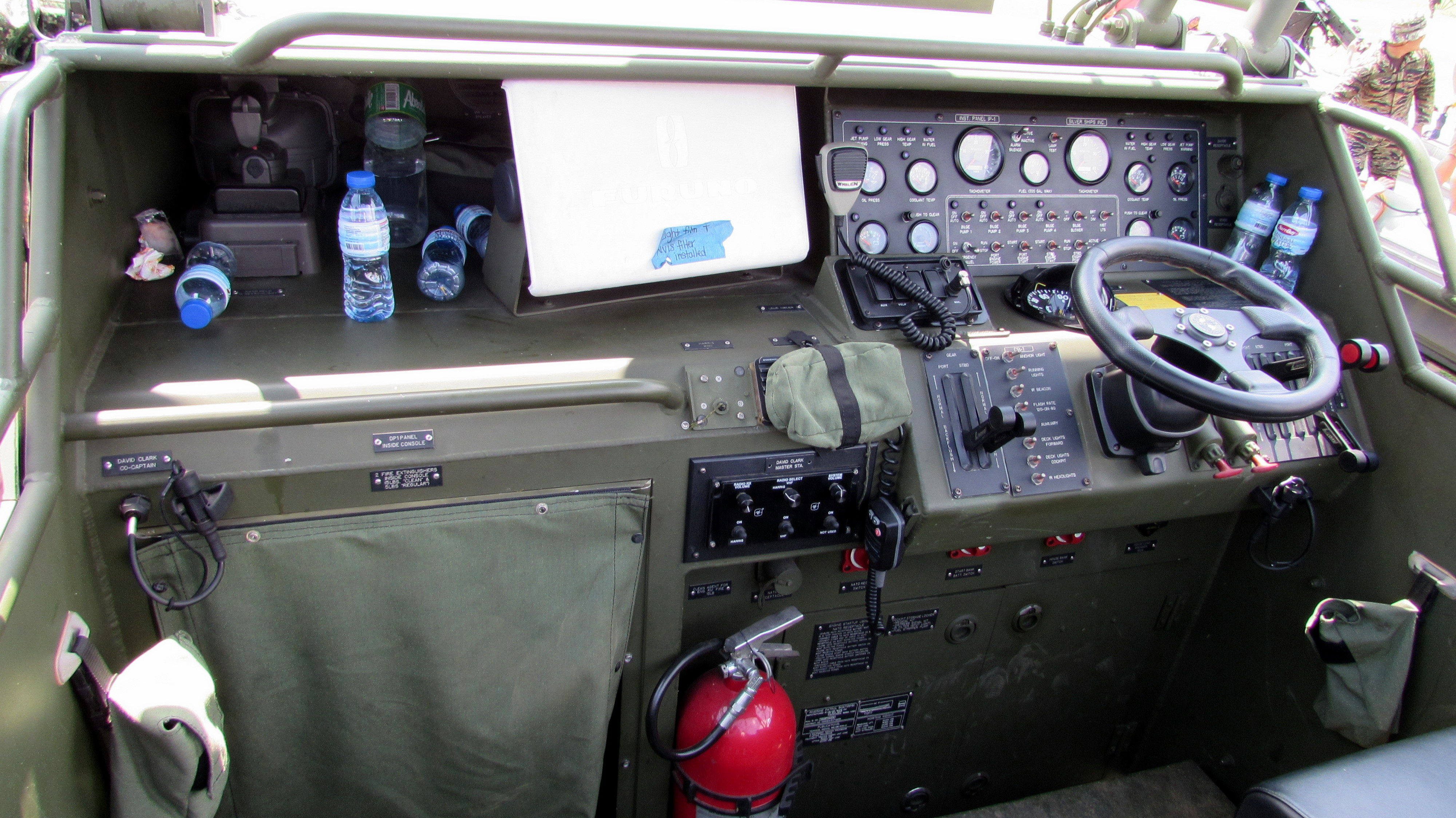
La consola de la cabina de mando de la patrullera fluvial (RPB) del Cuerpo de Marines de Filipinas (PMC). Foto tomada durante la 118ª Exhibición Estática y Cinética del Día de la Independencia en el Parque Luneta.

### Uniformidad
La Convención de Ginebra sobre la circulación vial (1949) ha sido ratificada por 95 países y requiere que cada país ratificante tenga un sentido de circulación uniforme en el país. Artículo 9(1) establece que:

Todos los vehículos que circulen en la misma dirección deberán mantenerse al mismo lado de la carretera; la dirección de la circulación en cada país deberá ser uniforme en todas sus carreteras. Lo anteriormente dispuesto, no impide la aplicación de los reglamentos nacionales relativos a la circulación en dirección única.

En el pasado, varios países han tenido diferentes reglas en diferentes partes del país (por ej., en Canadá hasta la década de 1920, España, Brasil y otros). Actualmente, China, los Estados Unidos y el Reino Unido cada uno tienen territorios que no siguen las reglas de tránsito mayoritarias del país. En China (que no ha ratificado la convención), los conductores circulan por la derecha, mientras que regiones administrativas especiales de Hong Kong y Macao conducen por la izquierda. En los Estados Unidos, la conducción es por la derecha, mientras que el tránsito en las Islas Vírgenes, como en muchas islas del Caribe, es por la izquierda. El Reino Unido conduce por la izquierda, pero el territorio de ultramar de Gibraltar conduce por la derecha.
La mayoría de los otros países que no son parte de la convención aún siguen esta práctica.

## Conducción por la derecha
- El tránsito en sentido contrario se ve venir por la izquierda.
- El asiento del conductor se sitúa normalmente en la parte izquierda del vehículo.
- Para adelantar o sobrepasar a un vehículo se debe realizar por la izquierda.
- Los giros a la izquierda deben atravesar el tránsito en sentido contrario.
- La mayoría de señales de tránsito que se encuentran de frente al conductor se encuentran en el lado derecho de la carretera.
- Las rotondas o glorietas se recorren en sentido antihorario (levógiro).
- Los peatones que crucen una carretera de doble sentido deben fijarse en primer lugar en el tránsito de su parte izquierda.

### Ventajas
- En un turismo, un conductor diestro puede maniobrar la palanca de cambios y otros controles del salpicadero que requieran movimientos de precisión con la mano derecha mientras usa la izquierda para girar el volante, lo cual requiere movimientos más grandes y menos precisos. Los coches de carreras normalmente [cita requerida] están configurados con la palanca de cambios a la derecha, incluso si se trata de países que conducen por la izquierda, aunque no está claro cuál es el motivo real de esta decisión. La FIA, organizador de las carreras de coches, tiene su sede en Francia, un país de conducción a la derecha.
- El tránsito en rotondas y otros sistemas de girado fluye en sentido contrario al de las agujas del reloj. Esto es lo más natural para la mayoría de las personas, que dibujan círculos y se mueven por los edificios en sentido antihorario, girando a la derecha al entrar.[10]
- Para los ciclistas y motoristas, la mayoría de las señalizaciones se hacen con el brazo izquierdo, permitiendo al brazo derecho sujetar el manillar, lo cual es más fácil y seguro para la mayoría de la gente, que es diestra. Esto es especialmente importante ya que los manillares tienen una relación de rotación 1:1, al contrario que un coche, que se acerca a 10:1 (girar 10 grados el volante tiene como resultado el girado de 1 grado de las ruedas).
- Aproximadamente dos tercios de la población mundial (más, si tenemos en cuenta el número de conductores), vive en países que conducen por la derecha. Con el aumento de viajes internacionales, es más seguro y más práctico para un país conducir en el mismo sentido que sus vecinos. Ésta es la razón más común para el cambio de los países a la conducción por la derecha.
- Es más fácil ir marcha atrás cuando se conduce por la derecha. Esto es debido al par natural del cuerpo por usar el pie contrario izquierdo y el brazo derecho para apoyarse, los cuales no puede ser usados cuando se conduce por la izquierda ya que el pie derecho está en el pedal del acelerador o del freno.[cita requerida]
- Los coches para la conducción por la derecha tienden a ser más baratos ya que suelen producirse en volúmenes mayores que sus equivalentes por la izquierda; mientras, en países como Estados Unidos se producen solo para su exportación a los países que lo requieran. Es raro que un modelo se produzca solo para la conducción por la izquierda, excepto en Japón y Australia. Sin embargo, en Europa, esta diferencia de precio solo ocurre debido a los precios artificialmente inflados para los coches del Reino Unido. Estas diferencias de precio son a menudo prohibidas por regulaciones gubernamentales, como la Comisión Europea.

## Conducción por la izquierda

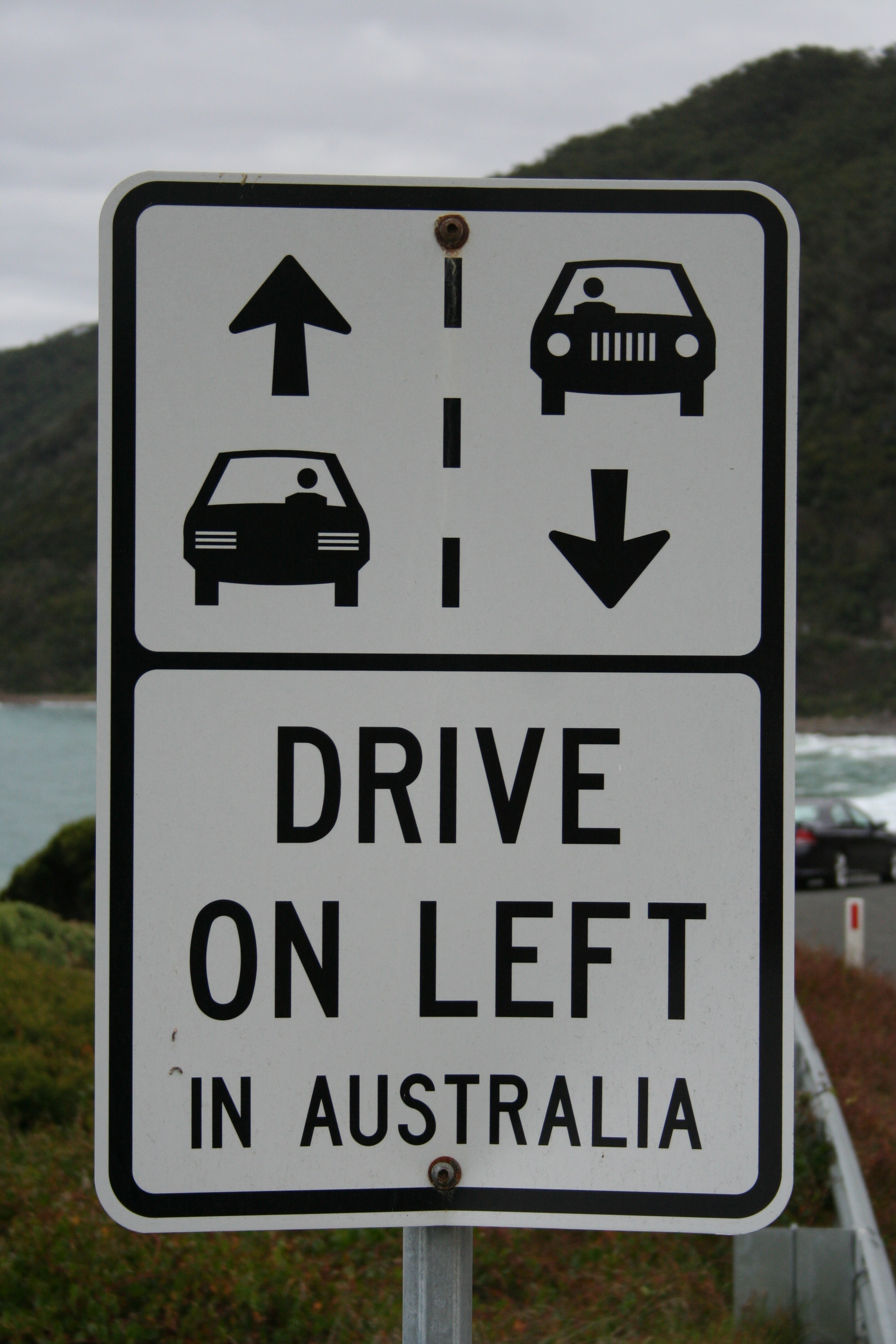
Una señal en la Great Ocean Road, en el estado de Victoria (Australia), recordándoles a los conductores extranjeros que conduzcan por la izquierda.

- El tránsito en sentido contrario se ve venir por la derecha.
- El asiento del conductor se sitúa normalmente en la parte derecha del vehículo.
- Para adelantar o sobrepasar a un vehículo se debe realizar por la derecha.
- Los giros a la derecha deben atravesar el tránsito en sentido contrario.
- La mayoría de señales de tránsito que se encuentran de frente al conductor se encuentran en el lado izquierdo de la carretera.
- Las rotondas o glorietas se recorren en sentido horario (dextrógiro).
- Los peatones que crucen una carretera de doble sentido deben fijarse en primer lugar en el tránsito de su parte derecha.

## Mitos

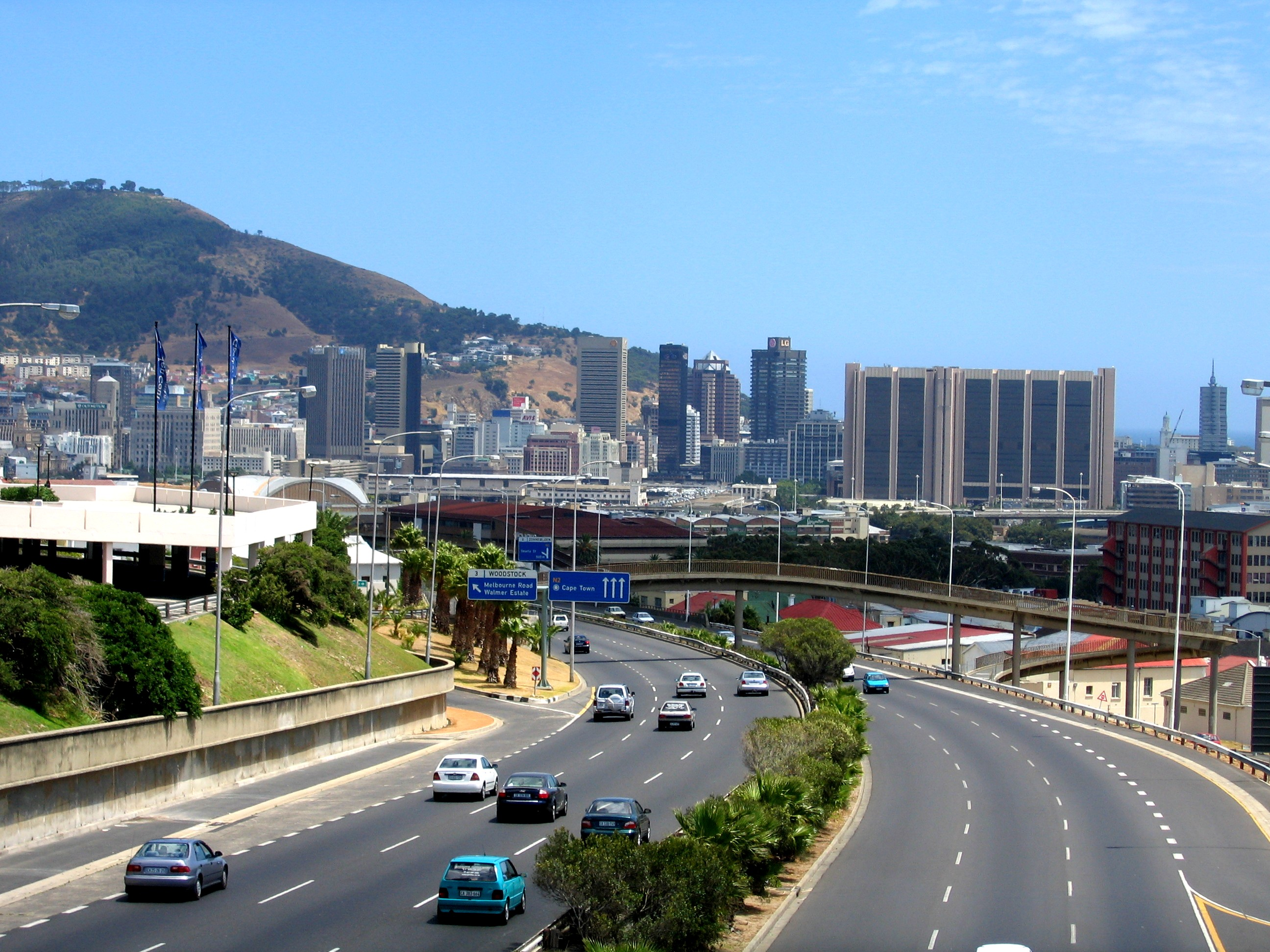
La carretera N2
en Ciudad del Cabo (Sudáfrica). Como muchas de las antiguas colonias británicas en África, en Sudáfrica se conduce por la izquierda.

Aproximadamente entre un cuarto y un tercio del tránsito mundial va por la mano izquierda del camino. Se ha afirmado que esta práctica proviene de la prevalencia de la diestra, aunque tal prevalencia ocurre en casi todas las poblaciones, independientemente de qué lado de la carretera se use. De todos modos, la necesidad de estar listo para la autodefensa en caminos rurales inclinaba a la mayoría de los jinetes a mantenerse a la izquierda cuando se encontraban con viajeros de frente, para ser capaces de desenfundar su espada u otra arma más rápida y efectivamente en caso de necesidad. Además, aquellos que circulaban a pie y a cargo de vehículos tirados por caballos sostendrían las cabezas de los animales con la mano derecha, caminando así por la mano izquierda del camino.
La primera referencia legal en el Reino Unido de una orden para que los transeúntes circulasen por el lado izquierdo de una calzada data de 1756 en referencia al Puente de Londres. La General Highways Act de 1773 contenía recomendaciones acerca de que el tránsito equino debía permanecer a la izquierda, lo que fue consagrado en la Highways Bill de 1835.
El historiador y escritor satírico británico C. Northcote Parkinson presentó en la década de 1960 la «prueba» de que la forma británica de conducción (a la izquierda del camino) es la natural.
Generalmente se asegura que circular por la izquierda es una costumbre particularmente británica, al revés que en el resto del mundo, donde se mantiene «normalmente» la derecha cuando dos vehículos se cruzan. Los antecedentes históricos sugieren lo contrario. Antes de la Primera Guerra Mundial, los países que obedecían las reglas de tráfico a la izquierda incluían Canadá, Portugal, Hungría, Checoslovaquia, partes de Austria, Suecia, Islandia, partes de Italia, Argentina, Paraguay, Uruguay, partes de Brasil, partes de Chile, China, Filipinas y Birmania. Italia cambió el sentido de circulación cuando Mussolini llegó al poder, Austria y Checoslovaquia cuando Hitler las anexó, los países latinoamericanos en 1945, las Filipinas y China en 1946 (dejando a Hong Kong y Macao aisladas) y Birmania en la década de 1970.
Una parte de las antiguas colonias del imperio británico continúan circulando por la izquierda, a excepción de Belice, Birmania, Canadá, Estados Unidos, Egipto, Gambia, Ghana, Nigeria y Sierra Leona, que decidieron establecer su sentido de la circulación por el lado derecho de la carretera.
Además de las antiguas colonias británicas, el tránsito de la mayoría de los países se mueve por el lado derecho, pero Japón, Indonesia, Macao, Mozambique, Tailandia y las Islas Vírgenes de los Estados Unidos son excepciones a esta regla.
Se oye frecuentemente la historia de que Napoleón cambió las reglas del camino en los países que conquistó, que pasaron de mantener el lado izquierdo a mantener el derecho. Las justificaciones mencionadas son usualmente simbólicas, como que Napoleón mismo era zurdo (o diestro), o que el Reino Unido, el enemigo de Napoleón, mantenía la izquierda. Es un hecho que Napoleón solo hizo norma en los territorios que gobernó la costumbre adoptada tras la revolución francesa de cambiar el sentido de la circulación imponiendo como medida simbólica lo que hasta entonces era propio de las clases inferiores: moverse al lado derecho para evitar ser arrollados al venir por la izquierda los carruajes y señores a caballo.

## Cambio de carril
Aún hay muchos ejemplos de tráfico rodado en los cuales se tiene que cambiar de lado al llegar a los cruces fronterizos, como los existentes entre Afganistán y Pakistán, Laos y Tailandia, Sudán del Sur y Uganda, Brasil y Guyana. Tailandia es particularmente notable en cruces fronterizos, ya que es el único país de tamaño considerable que tiene casi todos sus límites con países que conducen por el lado opuesto. Circula por la izquierda, pero el 90 % (4357 km) de sus fronteras son con países que conducen por la derecha; solo Malasia conduce por la izquierda desde que Birmania (ahora Myanmar) cambió de conducir a la izquierda a conducir por la derecha en 1970.
Algunos países han cambiado el lado del camino en el que sus automovilistas conducen para incrementar la seguridad del tránsito fronterizo. Por ejemplo, antiguas colonias británicas en África, tales como Gambia, Sierra Leona, Nigeria y Ghana, todas han cambiado de la izquierda al tránsito por la mano derecha, dado que todas comparten fronteras con antiguas colonias francesas, que circulan por la derecha. La antigua colonia portuguesa de Mozambique siempre ha conducido por la izquierda, ya que todos sus vecinos son antiguas colonias británicas.
En la antigua colonia británica de Hong Kong y el antiguo enclave portugués de Macao, el tránsito continúa siendo por la izquierda, a diferencia de China continental, a pesar del hecho de que ahora son Regiones Administrativas Especiales. Sin embargo, Taiwán, antiguamente bajo gobierno japonés, cambió a conducir por la derecha en 1946 después que el gobierno de la República de China asumiera la administración del territorio; lo mismo pasó en Corea (tanto en el Norte como en el Sur), una antigua colonia japonesa bajo ocupación estadounidense y soviética.

## Países y territorios en los que se conduce por la izquierda

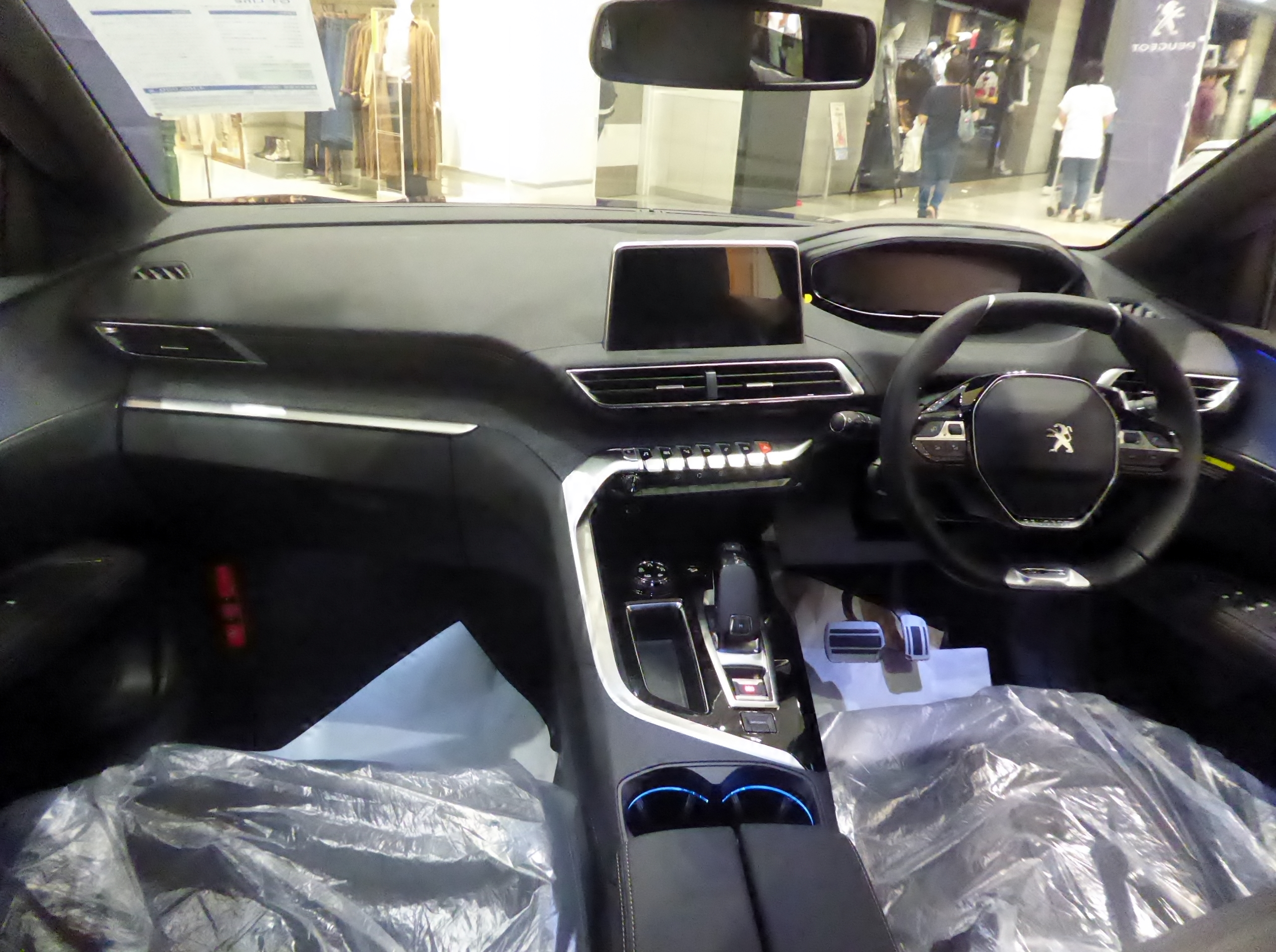
Interior del Peugeot 3008 con el volante a la derecha.

### África
- Botsuana
- Lesoto
- Kenia
- Malaui
- Mauricio
- Mozambique
- Namibia
- Santa Elena, Ascensión y Tristán de Acuña
- Suazilandia
- Seychelles
- Sudáfrica
- Tanzania
- Uganda
- Zambia
- Zimbabue

### América
- Bermudas
- Anguila
- Antigua y Barbuda
- Bahamas
- Barbados
- Dominica
- Granada
- Guyana
- Islas Caimán
- Islas Georgias del Sur y Sandwich del Sur
- Islas Malvinas
- Islas Turcas y Caicos
- Islas Vírgenes Británicas
- Islas Vírgenes de los Estados Unidos
- Jamaica
- Montserrat
- San Cristóbal y Nieves
- San Vicente y las Granadinas
- Santa Lucía
- Surinam
- Trinidad y Tobago

### Asia
- Bangladés
- Brunéi
- Bután
- Hong Kong
- India
- Indonesia
- Japón
- Macao
- Malasia
- Maldivas
- Nepal
- Pakistán
- Singapur
- Sri Lanka
- Tailandia
- Timor Oriental

### Europa
- Acrotiri y Dhekelia
- Chipre
- Bailiazgo de Guernsey
- Irlanda
- Isla de Man
- Bailiazgo de Jersey
- Malta
- Reino Unido

### Oceanía
- Australia
- Fiyi
- Islas Cook
- Islas Pitcairn
- Islas Salomón
- Kiribati
- Nauru
- Niue
- Nueva Zelanda
- Papúa Nueva Guinea
- Samoa
- Tokelau
- Tonga
- Tuvalu